# Штефан чел Маре (Арђеш)
Штефан чел Маре (рум. Ştefan cel Mare) насеље је у Румунији у округу Арђеш у општини Штефан чел Маре. Oпштина се налази на надморској висини од 159 m.

## Становништво
Према подацима из 2002. године у насељу је живело 2654 становника, од којих су сви румунске националности.

### Хронологија
| Година       | 1992 | 1993 | 1994 | 1995 | 1996 | 1997 | 1998 | 1999 | 2000 | 2001 | 2002 | 2003 | 2004 | 2005 | 2006 | 2007 | 2008 | 2009 | 2010 | 2011 | 2012 | 2013 | 2014 | 2015 | 2016 | 2017 |
| ------------ | ---- | ---- | ---- | ---- | ---- | ---- | ---- | ---- | ---- | ---- | ---- | ---- | ---- | ---- | ---- | ---- | ---- | ---- | ---- | ---- | ---- | ---- | ---- | ---- | ---- | ---- |
| Становништво | 2943 | 2888 | 2842 | 2816 | 2771 | 2734 | 2698 | 2660 | 2634 | 2618 | 2596 | 2584 | 2589 | 2579 | 2559 | 2539 | 2544 | 2536 | 2523 | 2500 | 2475 | 2427 | 2405 | 2371 | 2356 | 2316 |